# Trophée Bob-Clarke
Le trophée Bob-Clarke récompense chaque année le joueur de la Ligue de hockey de l'Ouest au hockey sur glace qui inscrit le plus de points au cours de la saison.
Le nom du trophée rend honneur à Bobby Clarke ancien joueur de la LHOu et membre du Temple de la renommée du hockey.

## Gagnant du trophée
| Saison            | Récipiendaire            | Équipe                                         | Points (buts-passes)    |
| ----------------- | ------------------------ | ---------------------------------------------- | ----------------------- |
| 1966-1967         | Gerry Pinder             | Blades de Saskatoon                            | 140 (78-62)             |
| 1967-1968         | Bobby Clarke             | Bombers de Flin Flon                           | 168 (51-117)            |
| 1968-1969         | Bobby Clarke             | Bombers de Flin Flon                           | 137 (51-86)             |
| 1969-1970         | Reggie Leach             | Bombers de Flin Flon                           | 111 (65-46)             |
| 1970-1971         | Chuck Arnason            | Bombers de Flin Flon                           | 163 (79-84)             |
| 1971-1972         | Tom Lysiak               | Tigers de Medicine Hat                         | 143 (46-97)             |
| 1972-1973         | Tom Lysiak               | Tigers de Medicine Hat                         | 154 (58-96)             |
| 1973-1974         | Ron Chipperfield         | Wheat Kings de Brandon                         | 162 (90-72)             |
| 1974-1975         | Mel Bridgman             | Cougars de Victoria                            | 157 (66-91)             |
| 1975-1976         | Bernie Federko           | Blades de Saskatoon                            | 187 (72-115)            |
| 1976-1977         | Bill Derlago             | Wheat Kings de Brandon                         | 178 (96-82)             |
| 1977-1978         | Brian Propp              | Wheat Kings de Brandon                         | 182 (70-112)            |
| 1978-1979         | Brian Propp              | Wheat Kings de Brandon                         | 194 (94-100)            |
| 1979-1980         | Doug Wickenheiser        | Pats de Regina                                 | 170 (89-81)             |
| 1980-1981         | Brian Varga              | Pats de Regina                                 | 160 (64-96)             |
| 1981-1982         | Jock Callander           | Pats de Regina                                 | 190 (79-111)            |
| 1982-1983         | Dale Derkatch            | Pats de Regina                                 | 179 (84-95)             |
| 1983-1984         | Ray Ferraro              | Wheat Kings de Brandon                         | 192 (108-84)            |
| 1984-1985         | Cliff Ronning            | Bruins de New Westminster                      | 197 (89-108)            |
| 1985-1986         | Rob Brown                | Blazers de Kamloops                            | 173 (58-115)            |
| 1986-1987         | Est: Craig Endean        | Pats de Regina                                 | 146 (69-77)             |
| 1986-1987         | Ouest: Rob Brown         | Blazers de Kamloops                            | 212 (76-136)            |
| 1987-1988 égalité | Joe Sakic Theoren Fleury | Broncos de Swift Current Warriors de Moose Jaw | 160 (78-82) 160 (68-92) |
| 1988-1989         | Dennis Holland           | Winter Hawks de Portland                       | 167 (82-85)             |
| 1989-1990         | Len Barrie               | Blazers de Kamloops                            | 185 (85-100)            |
| 1990-1991         | Ray Whitney              | Chiefs de Spokane                              | 185 (67-118)            |
| 1991-1992         | Kevin St. Jaques         | Hurricanes de Lethbridge                       | 140 (65-75)             |
| 1992-1993         | Jason Krywulak           | Broncos de Swift Current                       | 162 (81-81)             |
| 1993-1994         | Lonny Bohonos            | Winter Hawks de Portland                       | 152 (62-90)             |
| 1994-1995         | Daymond Langkow          | Americans de Tri-City                          | 140 (67-73)             |
| 1995-1996         | Mark Deyell              | Blades de Saskatoon                            | 159 (61-98)             |
| 1996-1997         | Todd Robinson            | Winter Hawks de Portland                       | 134 (38-96)             |
| 1997-1998         | Sergei Varlamov          | Broncos de Swift Current                       | 119 (66-53)             |
| 1998-1999         | Pavel Brendl             | Hitmen de Calgary                              | 134 (73-61)             |
| 1999-2000         | Brad Moran               | Hitmen de Calgary                              | 120 (48-72)             |
| 2000-2001         | Justin Mapletoft         | Rebels de Red Deer                             | 120 (43-77)             |
| 2001-2002         | Nathan Barrett           | Hurricanes de Lethbridge                       | 107 (45-62)             |
| 2002-2003         | Erik Christensen         | Blazers de Kamloops                            | 108 (54-54)             |
| 2003-2004         | Tyler Redenbach          | Broncos de Swift Current                       | 105 (31-74)             |
| 2004-2005         | Eric Fehr                | Wheat Kings de Brandon                         | 111 (59-52)             |
| 2005-2006         | Troy Brouwer             | Warriors de Moose Jaw                          | 102 (49-53)             |
| 2006-2007         | Zach Hamill              | Silvertips d'Everett                           | 93 (32-61)              |
| 2007-2008         | Mark Santorelli          | Bruins de Chilliwack                           | 101 (27-74)             |
| 2008-2009         | Casey Pierro-Zabotel     | Giants de Vancouver                            | 115 (36-79)             |
| 2009-2010         | Brandon Kozun            | Hitmen de Calgary                              | 107 (32-75)             |
| 2010-2011         | Linden Vey               | Tigers de Medicine Hat                         | 116 (46-70)             |
| 2011-2012         | Brendan Shinnimin        | Americans de Tri-City                          | 134 (58-76)             |
| 2012-2013         | Brendan Leipsic          | Winterhawks de Portland                        | 120 (49-71)             |
| 2013-2014         | Mitch Holmberg           | Chiefs de Spokane                              | 118 (62-56)             |
| 2014-2015         | Oliver Bjorkstrand       | Winterhawks de Portland                        | 118 (63-55)             |
| 2015-2016         | Adam Brooks              | Pats de Regina                                 | 120 (38-82)             |
| 2016-2017         | Sam Steel                | Pats de Regina                                 | 131 (50-81)             |
| 2017-2018         | Jayden Halbgewachs       | Warriors de Moose Jaw                          | 129 (70-59)             |
| 2018-2019         | Joachim Blichfeld        | Winterhawks de Portland                        | 114 (53-61)             |
| 2019-2020         | Adam Beckman             | Chiefs de Spokane                              | 107 (48-59)             |
| 2020-2021         | Peyton Krebs             | Ice de Winnipeg                                | 43 (13-30)              |
| 2021-2022         | Arshdeep Bains           | Rebels de Red Deer                             | 112 (43-69)             |
| 2022-2023         | Connor Bedard            | Pats de Regina                                 | 143 (71-72)             |
| 2023-2024         | Jagger Firkus            | Warriors de Moose Jaw                          | 126 (61-65)             |
| 2024-2025         | Andrew Cristall          | Rockets de Kelowna Chiefs de Spokane           | 132 (48-84)             |